# Alfred Smoczyk

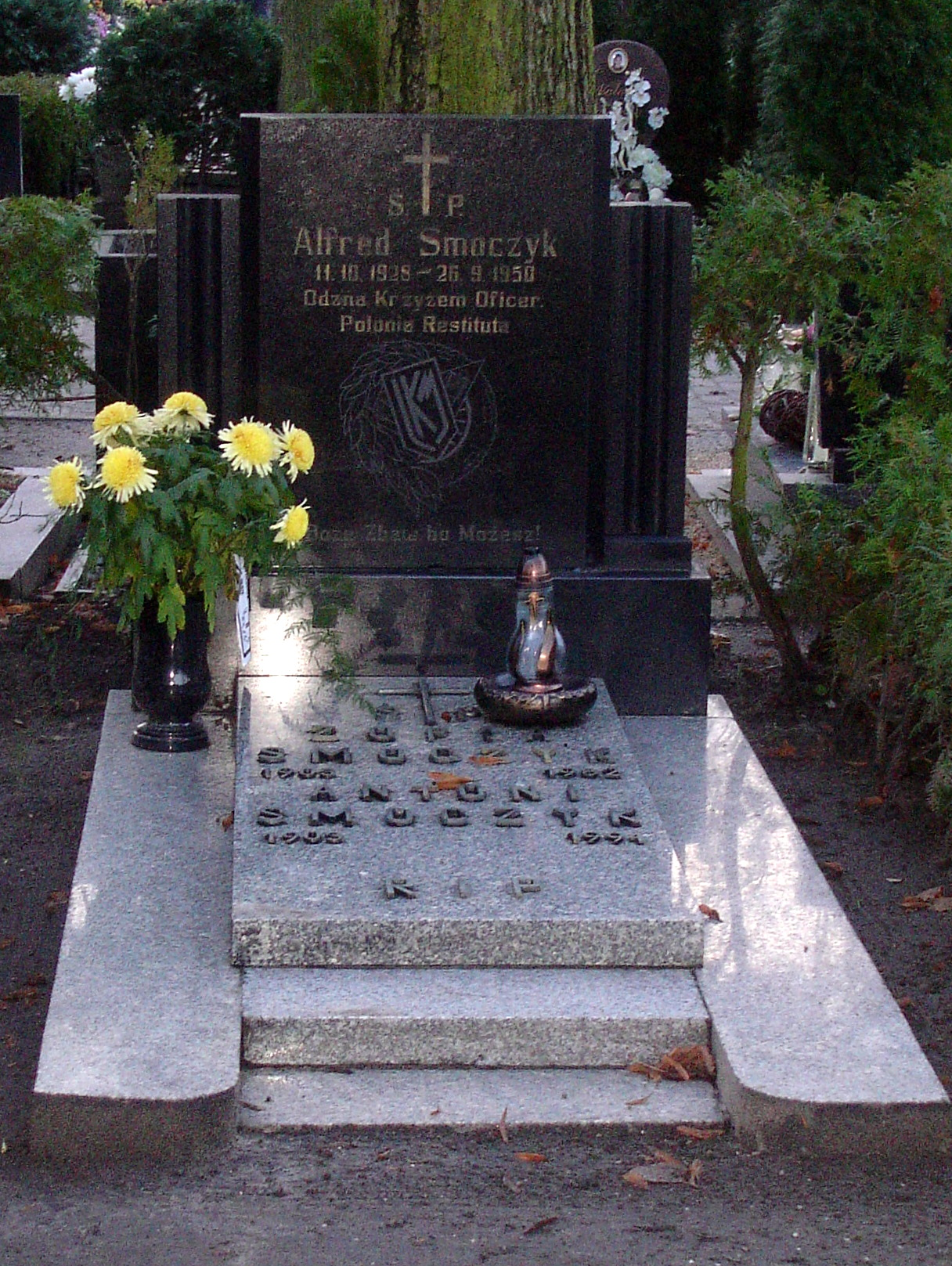
Grób Alfreda Smoczyka

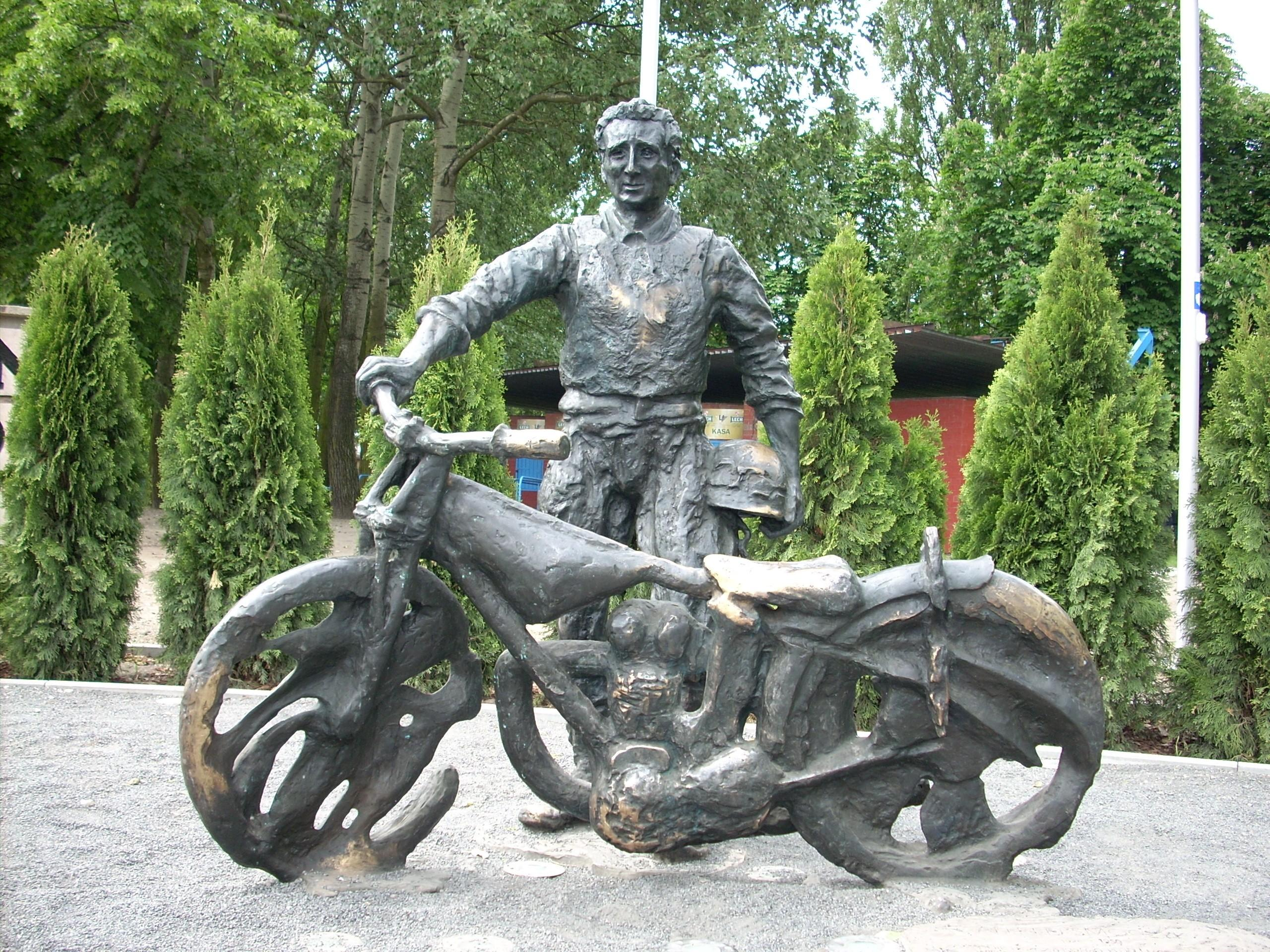
Pomnik Alfreda Smoczyka w Lesznie

Alfred Smoczyk (ur. 11 października 1928 w Kościanie, zm. 26 września 1950 w Lesie Kąkolewskim) – polski żużlowiec.

## Życiorys

### Życie prywatne
Brat Zdzisława Smoczyka, również żużlowca.

### Kariera sportowa
W trakcie kariery reprezentował barwy LKM Unia Leszno oraz CWKS Warszawa. Indywidualny mistrz Polski na żużlu (Leszno, 1949).

### Śmierć
Zginął tragicznie w wypadku motocyklowym w Lesie Kąkolewskim (trasa Gostyń-Leszno). 

## Odznaczenia
Postanowieniem prezydenta Bolesława Bieruta z 30 września 1950 został pośmiertnie odznaczony Krzyżem Oficerskim Orderu Odrodzenia Polski za wybitne zasługi położone w dziedzinie rozwoju i propagandy sportu polskiego. Otrzymał także tytuł Zasłużonego Mistrza Sportu.

## Upamiętnienie
W finale indywidualnych mistrzostw Polski w 1950 roku zawodnicy rywalizowali o tytuł I i II wicemistrza Polski, ponieważ władze PZM pośmiertnie przyznały tytuł mistrza Polski Alfredowi Smoczykowi w uznaniu swej wysokiej klasy jeździeckiej. W 1984 roku władze PZM podjęły decyzje o przywróceniu tytułu mistrza Polski za rok 1950 Józefowi Olejniczakowi, a Alfredowi Smoczykowi przyznano tytuł honorowego mistrza Polski.
Od 1951 w Lesznie odbywa się turniej żużlowy jako Memoriał Alfreda Smoczyka, od 1953 rozgrywany na stadionie nazwanym imieniem żużlowca. Ponadto w alejce prowadzącej na stadion żużlowy w Lesznie ustanowiono pomnik Alfreda Smoczyka, a w 66-tą rocznicę śmierci tj. 26 września 2016 nieopodal miejsca śmiertelnego wypadku odsłonięta została tablica upamiętniająca jego osobę.

## Ciekawostki
Przez dziewięć lat w kombinezonie Alfreda Smoczyka, jako kadrowicz, jeździł Eugeniusz Wróżyński z Tramwajarza Łódź.